# Hirtopa
Hirtopa (románul: Mădărășeni) falu Romániában, Maros megyében.

## Története
Kisikland község része. A trianoni békeszerződésig Torda-Aranyos vármegye Marosludasi járásához tartozott.

## Népessége
2002-ben 161 lakosa volt, ebből 145 román és 16 cigány nemzetiségű.

## Vallások
A falu lakói közül 160-an ortodox hitűek.